# Burnum
Burnum est un site archéologique situé en Croatie. Il s'agit des vestiges d'un camp de la Légion romaine et d'une ville. Il est situé à 2,5 kilomètres au nord de Kistanje dans la région de Dalmatie. Ces restes comprennent un prétoire, les fondations de plusieurs pièces, un amphithéâtre romain et un aqueduc.

## Histoire
L'écrivain romain Pline l'Ancien écrit à propos de Burnum qu'il s'agissait d'une forteresse qui s'était distinguée dans les guerres « In hoc tractu sunt Burnum, Andetrium, Tribulium nobilitata proeliis castella.». On trouve des traces dans des cartulaires du XVIe d'une ancienne localité à Burnum, mais l'intérêt archéologique pour ce site remonte au XIXe, avec l'intervention des archéologues croates, le père Lujo Marun et le père Frane Bulić (en). Les premières fouilles furent conduites par des archéologues autrichiens.
Il est supposé que Burnum date de 33 avant J.-C., mais il est plus probable qu'il ait été fondé quelques décennies plus tard.
Plusieurs légions romaines furent localisées successivement et la première fut la Legio XX Valeria Victrix du début à la fin de la grande révolte illyrienne (Bellum Batonianum) de 6 à 9 après J.-C.. Les raisons de cet emplacement étaient la nécessité de contrôler le trafic autour de la rivière Krka. Construit sous l'initiative du gouverneur de Dalmatie, Publius Cornelius Dolabella et continué par l'empereur Claude.
Le camp a pris sa forme finale sous ce dernier, en 50. La Legio XI Claudia Pia Fidelis abandonna le camp un certain temps entre 42 et 67, probablement 56 et 57 et fut remplacée par la Legio IIII Flavia Felix.
Selon certaines sources, une rébellion menée par Lucius Arruntius Camillus Scribonianus contre Claude en 42 commença dans ce camp. Après le départ de la dernière légion romaine, le camp se transforma en colonie urbaine.
Le camp fut complètement détruit quand l'empereur Justinien a essayé de le reprendre des Ostrogoths au VIe.

## L'aqueduc
Le Plavno Polje est un aqueduc construit de manière entièrement souterraine, ainsi l'eau restai fraiche en été et ne pouvait pas geler en hiver. Il fait 32,6 kilomètres de long. La différence de hauteur entre la source et la ville est de 170 mètres. Son débit est de 86 litres par seconde.
Le site est seulement partiellement fouillé. Une construction liburnienne pré-romaine n'est pas à exclure.

## Source
- (en) Cet article est partiellement ou en totalité issu de l’article de Wikipédia en anglais intitulé « Burnum » (voir la liste des auteurs).